# Lloyd Casner

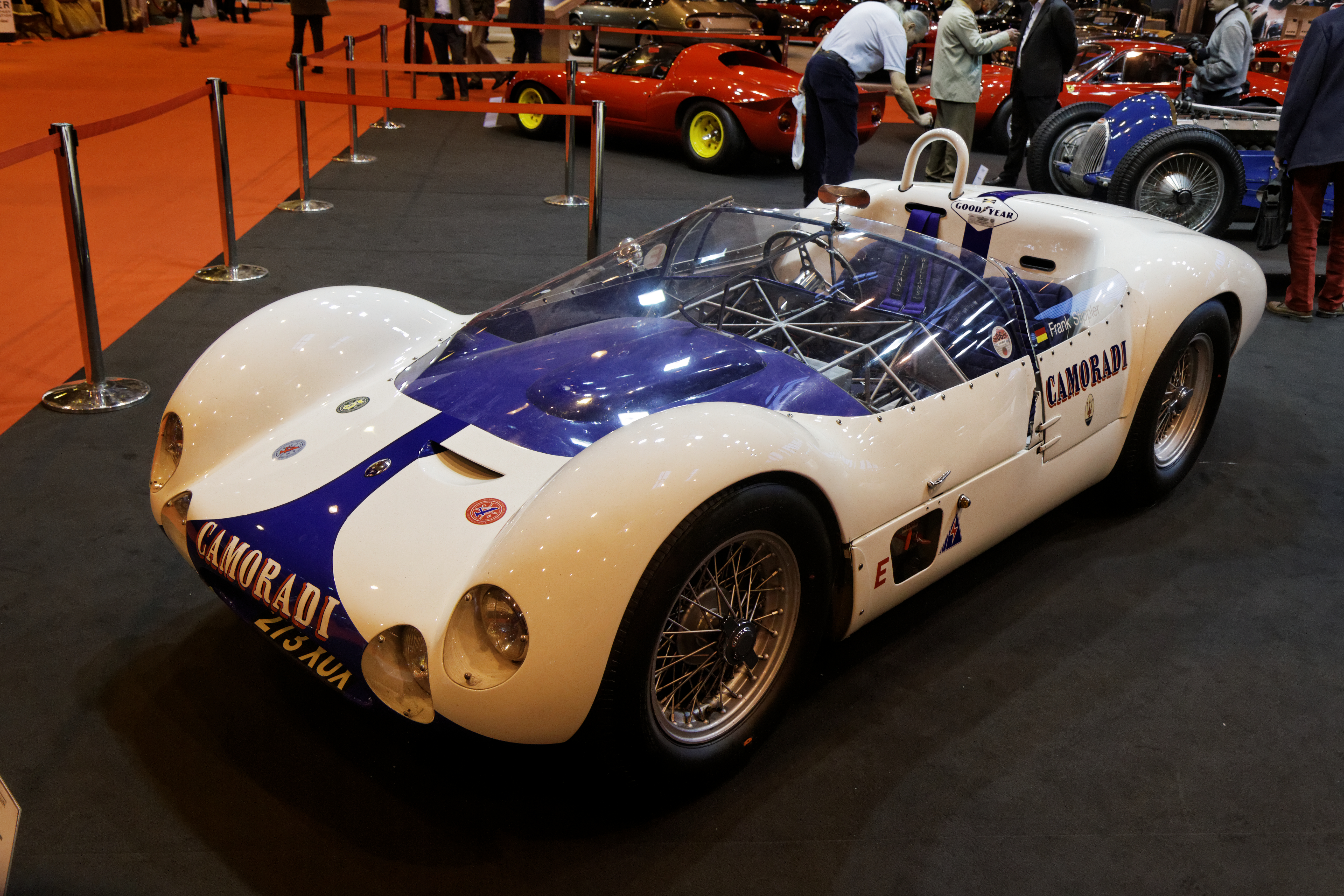
Camoradi Racing-Maserati Tipo 61

Lloyd Perry „Lucky“ Casner (* 30. August 1928 in Miami; † 10. April 1965 in Le Mans) war ein US-amerikanischer Autorennfahrer und Teambesitzer.

## Karriere
Lloyd Casner machte in den frühen 1950er-Jahren eine Ausbildung zum Piloten, ehe er sich Mitte der 1950er-Jahre dem Motorsport zuwandte. 1959 gründete er die Casner Motor Racing Division, besser bekannt als Camoradi Racing. Casner war als Fahrer und Teamchef tätig. Seinen größten Erfolg als Fahrer feierte er 1961 beim 1000-km-Rennen auf dem Nürburgring, das er gemeinsam mit Masten Gregory auf einem Maserati „Birdcage“ (Tipo 61) gewann.
Casner verunglückte im April 1965 beim zweiten Testtag zum 24-Stunden-Rennen von Le Mans auf einem 5-Liter-Maserati Tipo 154 am Ende der Les-Hunaudières-Geraden tödlich.

## Statistik

### Le-Mans-Ergebnisse
| Jahr | Team                          | Fahrzeug            | Teamkollege  | Platzierung | Ausfallgrund |
| ---- | ----------------------------- | ------------------- | ------------ | ----------- | ------------ |
| 1960 | Camoradi USA                  | Maserati Tipo 61    | Jim Jeffords | Ausfall     | Defekt       |
| 1963 | Maserati France Johnny Simone | Maserati Tipo 151/3 | André Simon  | Ausfall     | Unfall       |

### Sebring-Ergebnisse
| Jahr | Team                       | Fahrzeug         | Teamkollege    | Teamkollege | Platzierung | Ausfallgrund |
| ---- | -------------------------- | ---------------- | -------------- | ----------- | ----------- | ------------ |
| 1959 | North American Racing Team | Ferrari 500TRC58 | Jim Hunt       | Dan Collins | Rang 13     |              |
| 1961 | Camoradi International     | Maserati Tipo 63 | Masten Gregory |             | Ausfall     | Aufhängung   |

### Einzelergebnisse in der Sportwagen-Weltmeisterschaft
| Saison | Team                                | Rennwagen                                     | 1   | 2   | 3   | 4   | 5   | 6   | 7   | 8   | 9   | 10  | 11  | 12  | 13  | 14  | 15  | 16  | 17  | 18  | 19  | 20  | 21  | 22  |
| ------ | ----------------------------------- | --------------------------------------------- | --- | --- | --- | --- | --- | --- | --- | --- | --- | --- | --- | --- | --- | --- | --- | --- | --- | --- | --- | --- | --- | --- |
| 1959   | NART                                | Ferrari 500TRC                                | SEB | TAR | NÜR | LEM | RTT |     |     |     |     |     |     |     |     |     |     |     |     |     |     |     |     |     |
| 1959   | NART                                | Ferrari 500TRC                                | 13  |     |     |     |     |     |     |     |     |     |     |     |     |     |     |     |     |     |     |     |     |     |
| 1960   | Lloyd Casner Camoradi Racing        | Porsche 356 Maserati Tipo 61                  | BUA | SEB | TAR | NÜR | LEM |     |     |     |     |     |     |     |     |     |     |     |     |     |     |     |     |     |
| 1960   | Lloyd Casner Camoradi Racing        | Porsche 356 Maserati Tipo 61                  |     |     | 22  |     | DNF |     |     |     |     |     |     |     |     |     |     |     |     |     |     |     |     |     |
| 1961   | Camoradi Racing                     | Maserati Tipo 63 Maserati Tipo 61             | SEB | TAR | NÜR | LEM | PES |     |     |     |     |     |     |     |     |     |     |     |     |     |     |     |     |     |
| 1961   | Camoradi Racing                     | Maserati Tipo 63 Maserati Tipo 61             | DNF |     | 1   |     | DNF |     |     |     |     |     |     |     |     |     |     |     |     |     |     |     |     |     |
| 1962   | Camoradi Racing                     |                                               | DAY | SEB | SEB | MAI | TAR | BER | NÜR | LEM | TAV | CCA | RTT | NÜR | BRI | BRI | PAR |     |     |     |     |     |     |     |
| 1962   | Camoradi Racing                     |                                               |     |     |     | 18  |     |     |     |     |     |     |     |     |     |     |     |     |     |     |     |     |     |     |
| 1963   | Alpine Maserati France Lloyd Casner | Alpine M63 Maserati Tipo 151 Maserati Tipo 61 | DAY | SEB | SEB | TAR | SPA | MAI | NÜR | CON | ROS | LEM | MON | WIS | TAV | FRE | CCE | RTT | OVI | NÜR | MON | MON | TDF | BRI |
| 1963   | Alpine Maserati France Lloyd Casner | Alpine M63 Maserati Tipo 151 Maserati Tipo 61 |     |     |     |     |     |     | 11  |     |     | DNF |     |     | 11  |     |     |     |     |     |     |     |     |     |
| 1964   | S. M. A. R. T.                      | Porsche 904                                   | DAY | SEB | TAR | MON | SPA | CON | NÜR | ROS | LEM | REI | FRE | CCE | RTT | SIM | NÜR | MON | TDF | BRI | BRI | PAR |     |     |
| 1964   | S. M. A. R. T.                      | Porsche 904                                   |     |     |     | 9   |     |     |     |     |     |     |     |     |     |     |     |     |     |     |     |     |     |     |